# Arcipelago delle Absirtidi

Le due principali isole delle Absirtidi: Cherso e Lussino.

Absirtidi (in greco antico: Ἀψυρτίδες?) era un nome collettivo di due isole al largo della costa dell'Illiria (Cherso e Lussino), quasi attaccate. Il nome ricorda Absyrtus, che secondo una tradizione, qui fu ucciso dalla sorella Medea e da Giasone. Tolomeo menziona solo un'isola, Apsorrus (Ἄψορρος), sulla quale colloca due città Crepsa (Κρέψα) (l'odierna Cherso) e Apsorrus (l'odierna Ossero, ora tutte in Croazia).
Appartenute per secoli prima all'Impero Romano e poi alla Serenissima l'arcipelago era abitato soprattutto da italiani al punto tale da passare al termine della prima guerra mondiale al Regno d'Italia con il Trattato di Rapallo nel 1920. Nel 1947 le isole vennero annesse alla Jugoslavia. A seguito dell'esodo giuliano-dalmata, oggi gli italiani rappresentano una risicata minoranza non tutelata con il bilinguismo dallo stato croato.